# 村井澄夫
村井 澄夫（むらい すみお、1925年〈大正14年〉2月24日 - ）は、日本の陸軍軍人で陸上自衛官。陸軍士官学校卒業（第58期）。第17代陸上幕僚長、第14代統合幕僚会議議長。

## 略歴
富山県出身。仙台陸軍幼年学校を経て、陸軍士官学校（第58期）を卒業、少尉に任官した直後に終戦となる。戦後は公職追放を受け、富山に帰り、農業に従事し、陸上自衛隊に入隊する1年前までは中学校の教師をしていた。1954年（昭和29年）11月に陸上自衛隊に2等陸尉で入隊、職種は機甲科。第5師団長在任中に演習中の戦車の暴発による隊員の死亡事故が起きたが、平静に事故を処理して演習を続行している。また、入隊してからの昇任は遅かったが、1975年（昭和50年）に陸幕総務課長となってからは翌1976年（昭和51年）1月に陸将補に昇任、2年半後の1978年（昭和53年）7月に陸将には昇任、第5師団長、中部方面総監を歴任し、1981年（昭和56年）6月には陸幕長に就任と電撃的なスピード出世を遂げた。陸幕長の在任中に防衛記念章制度が設けられた。

## 年譜
- 1945年（昭和20年）6月：陸軍士官学校卒業（第58期）。陸軍少尉任官
- 1954年（昭和29年）11月：陸上自衛隊入隊（2等陸尉）

- 1964年（昭和39年）3月16日：陸上自衛隊幹部学校勤務
- 1966年（昭和41年）
  - 1月1日：2等陸佐
  - 7月16日：陸上幕僚監部第1部勤務
- 1970年（昭和45年）
  - 1月1日：1等陸佐[6]
  - 3月16日：自衛隊群馬地方連絡部長[7]
- 1971年（昭和46年）7月16日：第13普通科連隊長兼松本駐屯地司令[8]
- 1973年（昭和48年）7月16日：北部方面総監部第1部長[9]
- 1974年（昭和49年）7月16日：陸上幕僚監部第1部副部長[10]
- 1975年（昭和50年）7月1日：陸上幕僚監部総務課長[11]
- 1976年（昭和51年）
  - 1月1日：陸将補[12]
  - 7月1日：陸上幕僚監部第1部長[13]
- 1978年（昭和53年）
  - 1月30日：陸上幕僚監部人事部長[14]
  - 3月16日：東部方面総監部幕僚長兼市ヶ谷駐屯地司令[15]
  - 7月28日：陸将[16]
- 1979年（昭和54年）3月16日：第5師団長[17]
- 1980年（昭和55年）2月12日：中部方面総監[18]
- 1981年（昭和56年）6月1日：第17代 陸上幕僚長[19]
- 1983年（昭和58年）3月16日：第14代 統合幕僚会議議長[20]
- 1984年（昭和59年）7月1日：退官[21]
- 1995年（平成07年）4月29日：勲二等瑞宝章 叙勲[22]

## 発言
- 日本航空123便墜落事故で、自衛隊の救出が遅れたことを正当化しようとしたことに対して、｢夜間飛行なり夜間降下などは当然日頃からやっていますよ」と反論した。

## 栄典
- 勲二等瑞宝章 - 1995年（平成7年）4月29日